# Bernhard Wuermeling (Politiker, 1821)
Bernhard Wuermeling (* 16. Juli 1821 in Münster; † 10. März 1868 in Schwetz in Westpreußen) war ein deutscher Jurist und Parlamentarier.

## Leben
Nach dem Besuch des Gymnasiums in Münster studierte Bernhard Wuermeling von 1839 bis 1842 Rechtswissenschaften an den Universitäten Rheinischen Friedrich-Wilhelms-Universität und der Königlichen Universität Greifswald. Er wurde Mitglied des Corps Saxonia Bonn (1841) und des Corps Guestfalia Greifswald (1842). Nach dem Studium schlug er zunächst die Richterlaufbahn ein. Er war Oberlandesgerichtsassessor in Münster und in Konitz, bevor er Kreisrichter in Schwetz wurde. Dort ließ er sich 1860 als Rechtsanwalt nieder. Er erhielt den Charakter als Justizrat. 1859–1861 vertrat Wuermeling als Abgeordneter den Wahlkreis Marienwerder 2 im Preußischen Abgeordnetenhaus. 1859 gehörte er der katholischen Fraktion und anschließend der Fraktion des Zentrums an.
Der Oberpräsident der Provinz Westfalen Bernhard Wuermeling war sein Sohn.